# オーストリア数学会
オーストリア数学会（オーストリアすうがくかい、ドイツ語: Österreichische Mathematische Gesellschaft）はオーストリアの国立数学会であり、ヨーロッパ数学会の構成主体である。

## 歴史
オーストリア数学会の前身であるウィーン数学会はルートヴィッヒ・ボルツマンらによって1903年に設立された。
第二次世界大戦終戦後の1946年5月に活動を停止し、1946年にRudolf Inzingerによって再設立された。1948年秋にオーストリア数学会に改称された。

## 出版活動
オーストリア数学会は"International Mathematical News"（ドイツ語: Internationale Mathematische Nachrichten）を年に3回刊行している。1947年に初めて刊行された。Springer-Verlagと協力して数学論文誌"Monatshefte für Mathematik"も刊行している。

## 賞
毎年若手数学者にオーストリア数学会賞を授与している。数学の学位論文、高校生論文にも小さな賞を授与している。